# 立山光広
立山 光広　(たてやま みつひろ　1968年9月7日 - )は、東京都出身のプロゴルファー。

## 略歴
- 15歳からゴルフを始める。
- 1996年10月にプロデビュー。
- 1998年のフジサンケイクラシックでツアーデビュー。
- 2000年にはシードを獲得するが、翌年はシード落ち。
- 2002年からは順調にシードを獲得。
- 2005年の三井住友VISA太平洋マスターズではＤ・クラークとの激戦に敗れむなしく2位。
- 2009年に再びシード落ち。しかし、同年6月に行われた日本プロゴルフ選手権では粘りの2位に入る。
- 2021年10月日本プロシニア優勝

### 優勝歴
- 2000年 - 後楽園カップ（後援競技）
- 2002年 - 後楽園カップ（後援競技）
- 2021年 -  日本プロシニア

## 記憶に残る記録
2006年9月21日のアコムインターナショナルの8番パー3で19打を叩く大記録が生まれた。これまでの大叩き記録は15だったので記録を更新した。珍しい記録であり、ギャラリーの注目を集めた。ちなみに1987年に鈴木規夫がつくった42があるがそれは実際に叩いたのではなく9番の欄にアウトの合計を記入したことが原因である。

## 連載
- ゴルフ雑誌アルバ『立山光広のど根性日記』連載中。
- ケーブルTVにて『ゴルフ武勇伝』レギュラー出演中。